# Open d'Orleans 2023
L'Open d'Orleans 2023, noto come CO’Met Orléans Open 2023 per motivi di sponsorizzazione, è stato un torneo maschile di tennis professionistico giocato sul cemento indoor. È stata la 18ª edizione del torneo, facente parte della categoria Challenger 125 nell'ambito dell'ATP Challenger Tour 2023. Si è giocato al Palais des Sports di Orléans, in Francia, dal 25 settembre al 1º ottobre 2023.

## Partecipanti

### Teste di serie
| Nazionalità | Giocatore          | Ranking* | Testa di serie |
| ----------- | ------------------ | -------- | -------------- |
| Francia     | Richard Gasquet    | 65       | 1              |
| Francia     | Luca Van Assche    | 69       | 2              |
| Francia     | Hugo Gaston        | 91       | 3              |
| Francia     | Benjamin Bonzi     | 93       | 4              |
| Belgio      | David Goffin       | 100      | 5              |
| Svizzera    | Marc-Andrea Hüsler | 101      | 6              |
| Stati Uniti | Maxime Cressy      | 104      | 7              |
| Regno Unito | Jack Draper        | 105      | 8              |

* Ranking al 18 settembre 2023.

### Altri partecipanti
I seguenti giocatori hanno ricevuto una wild card per il tabellone principale:
- Pierre-Hugues Herbert
- Kyrian Jacquet
- Luca Van Assche

Il seguente giocatore è entrato in tabellone come special exempt:
- Dennis Novak

I seguenti giocatori sono entrati in tabellone come alternate:
- Gijs Brouwer
- Gabriel Diallo
- Antoine Escoffier

I seguenti giocatori sono passati dalle qualificazioni:
- Mattia Bellucci
- Tristan Lamasine
- Mathias Bourgue
- Rémy Bertola
- Lucas Poullain
- Arthur Fery

Il seguente giocatore è entrato in tabellone come lucky loser:
- Elias Ymer

## Punti e montepremi
| Torneo    | Torneo              | V      | F      | SF    | QF    | 2T    | 1T    | Q | Q2  | Q1  |
| Singolare | Punti               | 125    | 75     | 45    | 25    | 11    | 0     | 5 | 2   | 0   |
| Singolare | Premi in denaro (€) | 19,650 | 11,570 | 6,850 | 3,990 | 2,345 | 1,420 | – | 710 | 355 |
| Doppio    | Punti               | 125    | 75     | 45    | 25    | –     | 0     | – | –   | –   |
| Doppio    | Premi in denaro (€) | 8,420  | 4,900  | 2,940 | 1,750 | –     | 990   | – | –   | –   |

## Campioni

### Singolare
Tomáš Macháč ha sconfitto in finale  Jack Draper con il punteggio di 6–4, 4–6, 6–3.

### Doppio
Constantin Frantzen /  Hendrik Jebens hanno sconfitto in finale  Henry Patten /  John-Patrick Smith con il punteggio di 7–6(5), 7–6(12).